# Dancing to the Devil's Beat
Dancing to the Devil's Beat je studiové hudební album od anglické skupiny Strawbs.

## Seznam stop
1. "Revenge (Can Be So Sweet)" (Dave Cousins, Chas Cronk)– 5:18
2. "Beneath the Angry Sky" (Cousins, Cronk) – 4:29
3. "Copenhagen" (Cousins, Cronk) – 4:46
4. "Pro Patria Suite" – 7:44
"Back Along (We Were Young) (Cousins)"
"All for Each Other (Cousins)"
"Home Is Where the Heart Was Ever" (Cousins, Oliver Wakeman)
5. "Where Silent Shadows Fall" (Cousins) – 5:45
6. "The Man Who Would Never Leave Grimsby" (Dave Lambert) – 5:01
7. "The Ballad of Jay and Rose Mary" (Cousins) – 4:17
8. "Dancing to the Devil's Beat" (Cousins) - 3:38
9. "Oh How She Changed 2009" (Cousins) – 4:21

## Obsazení
- Dave Cousins – zpěv, kytara, banjo
- Dave Lambert – zpěv, kytara
- Chas Cronk – zpěv, baskytara, klávesy, programování
- Rod Coombes – bicí
- Oliver Wakeman – piano, Hammondovy varhany, klávesy

hosté
- Ian Cutler – housle
- Vince Martin – harmonika
- Stephen Mission – kornet
- Keith Deary - lesní roh

the congregation of St. Christopher-at-Cliffe

## Historie vydání
| Region             | Datum | Značka    | Formát | Katalog  |
| ------------------ | ----- | --------- | ------ | -------- |
| Spojené království | 2009  | Witchwood | CD     | WMCD2045 |